# Tempuran (Pasrepan)
Tempuran is een bestuurslaag in het regentschap Pasuruan van de provincie Oost-Java, Indonesië. Tempuran telt 5707 inwoners (volkstelling 2010).